# La Proie pour l'ombre (film, 1918)
Pour le film français d'Alexandre Astruc, voir La Proie pour l'ombre.
Pour plus de détails, voir Fiche technique et Distribution.
La Proie pour l'ombre (titre original : Old Wives for New) est un film américain réalisé par Cecil B. DeMille, sorti en 1918.

## Synopsis
Charles Murdock néglige sa femme, qui est paresseuse au profit de Juliet Raeburn mais lorsque cette dernière est liée à une affaire de meurtre, il parvient à la disculper de toute accusation et les deux finissent par se marier.

## Fiche technique
- Titre original : Old Wives for New
- Réalisation : Cecil B. DeMille
- Scénario : Jeanie Macpherson d'après le roman de David Graham Phillips
- Direction artistique : Wilfred Buckland
- Photographie : Alvin Wyckoff
- Montage : Cecil B. DeMille
- Pays de production : États-Unis
- Format : Noir et blanc - 1,33:1 - Film muet
- Genre : drame
- Durée : 60 minutes
- Date de sortie : 1918

## Distribution
- Elliott Dexter : Charles Murdock
- Florence Vidor : Juliet Raeburn
- Sylvia Ashton : Sophy Murdock
- Wanda Hawley : Sophy dans le prologue
- Theodore Roberts : Tom Berkeley
- Helen Jerome Eddy : Norma Murdock
- Marcia Manon (en) : Viola Hastings
- Julia Faye : Jessie
- Parks Jones (en) : Charley Murdock
- Edna Mae Cooper (en) : Bertha
- Gustav von Seyffertitz : Melville Bladen
- Tully Marshall : Simcox
- Lillian Leighton : la femme de ménage
- Mayme Kelso : la gouvernante
- Alice Terry : la vendeuse